# Aegilips nitidula
Aegilips nitidula is een vliesvleugelig insect uit de familie van de Figitidae. De wetenschappelijke naam van de soort is voor het eerst geldig gepubliceerd in 1823 door Dalman.